# Tiranet cuallarg
El tiranet cuallarg (Inezia caudata) és un ocell de la família dels tirànids (Tyrannidae).

## Hàbitat i distribució
Habita manglars, matolls, clars del bosc i bosc obert de les terres baixes del nord de Colòmbia, nord i centre de Veneçuela, Guaianes i nord-est del Brasil.